# 日本道路交通情報中心
日本道路交通情報中心（日语：／ nihon dōro kōtsū jōhō sentā */?），簡稱JARTIC，是日本提供道路交通資訊的專責機構，其委託各都道府縣交通部門取得交通訊息，並將資訊收集、彙整並提供道路交通訊息給一般大眾。1970年成立，2013年4月1日由財團法人轉型為公益財團法人。

## 概要
日本道路交通情報中心成立於1970年（昭和45年）1月，成立目的為「提供道路交通資訊，並利用資訊預防事故和救災」。日本道路交通情報中心的主要業務有：
1. 藉由各交通相關單位（包含各都道府縣交通部門、警察廳、警視廳、國土交通省及各高速道路株式會社）及該單位的142個分部提供的道路交通資訊，將資訊加以統整並以媒體發布給大眾。[2]
2. 研究道路交通資訊，並提供給相關單位及大眾。[2]
3. 進行交通安全教育。[2]

2013年（平成25年）4月1日後，日本道路交通情報中心轉型為公益財團法人組織。

## 訊息放送
使用者可以利用藉由電話、廣播、電視、網路、行動電話及道路交通信息通信系統（簡稱VICS）獲取路況資訊。雖然這些路況資訊公開的，但是以本田汽車為首的一些企業開始出現一種避免使用日本道路交通情報中心提供的路況資訊的風氣，理由是因為二次使用JARTIC提供的路況資訊每年需要和JARTIC簽訂約數百萬日圓的契約，因此本田汽車獨自發展了獨立的交通資訊收集系統。

### 電話及行動電話
日本道路交通情報中心提供使用電話及行動電話查詢路況資訊的服務。在日本國內撥打050-369-6666（電話）或#8011（行動電話、個人手持式電話系統（PHS））即可查詢全日本路況。

### 廣播
一些廣播的聽眾可在每日的固定時段收聽到來自日本道路交通情報中心的路況報導。通常是由日本道路交通情報中心提供資訊並由主持人播報，但有時也會連線到中心由中心的路況播報員播報。

### 電視
日本放送協會（NHK）每天早晨和傍晚在首都圈、名古屋都市圈、近畿地方、福岡縣和北海道的帶廣和函館於各提供一次最新的路況資訊。東北放送的觀眾可以在週一至週五早上7點51分的觀看!宮城節目收看關於宮城縣及仙台市的路況資訊。千葉電視台與合作的對象神奈川電視台及埼玉電視台在每天7點過後會聯合播出千葉縣、神奈川縣、埼玉縣及東京都區部的路況報導。

## 軼事
雖然大部分時候路況資訊是直接由日本道路交通情報中心提供，但在特定的情況下各電台主持人提供的路況資訊是由總台提供，而非由日本道路交通情報中心直接提供。另外，調幅廣播（AM）和調頻廣播（FM）在提供路況資料的時候對日本道路交通情報中心的稱呼不盡相同。AM電台稱為道路交通情報中心，FM電台稱為JARTIC。而直接直呼其正式名稱的電台大多是廣播時段較短的地方電台。另外，常可發現以下現象：雖然電視和廣播宣稱此路段為「順暢」，但此路段實際上為「壅塞」。這是因為「壅塞」的定義為「整條公路每小時的車流量達到極端地少」。

## 理事長
- 野田健（日语：野田健）（2002年～2004年）
- 石川重明（日语：石川重明）（2004年～2007年）
- 矢代隆義（日语：矢代隆義）（2008年～2012年）
- 奧村萬壽雄（日语：奥村萬壽雄）（2013年～2017年）[13]
- 池田克彥（日语：池田克彦）（2017年～）[14]

## 外部連結
- 日本道路交通情報中心官網 （页面存档备份，存于）